# Yinshania
Yinshania é um género botânico pertencente à família Brassicaceae.

## Espécies
| - Yinshania acutangula - Yinshania alatipes - Yinshania albiflora - Yinshania exiensis - Yinshania formosana - Yinshania fumarioides - Yinshania furcatopilosa - Yinshania ganluoensis - Yinshania henryi - Yinshania hui | - Yinshania hunanensis - Yinshania lichuanensis - Yinshania microcarpa - Yinshania paradoxa - Yinshania qianningensis - Yinshania rivulorum - Yinshania rupicola - Yinshania sinuata - Yinshania warburgii - Yinshania wenxianensis |